# Six60
Six60 ist eine neuseeländische Fusion-Rockband aus Dunedin, die ihre Musik unter anderem mit Drum and Bass und Reggae mischen.

## Bandgeschichte
Matiu Walters und James Fraser gingen 2005 nach Dunedin, um dort Musik zu studieren. Sie schlossen sich mit drei weiteren Musikern zusammen und bildeten schließlich die Band Six60, benannt nach der Hausnummer ihrer gemeinsamen Wohnung in 660 Castle Street.
Ihre erste EP mit sieben Titeln entstand 2008. Sie nahmen sich mit Campbell Smith von der RIANZ einen professionellen Manager, der ihnen einen Plattenvertrag mit Universal verschaffte. Im August 2010 erschien dort ihre Debütsingle Rise Up 2.0, die auf Anhieb auf Platz 5 einstieg. Allerdings bedurfte es eines zweiten Anlaufs zum Jahresende, damit das Lied im Januar 2011 bis auf Platz 1 stieg. Mit der zweiten Single Don’t Forget Your Roots konnten sie im Sommer darauf den Erfolg bestätigen und erreichten für zwei Wochen Platz 2. Die erste Single erreichte Platin- die zweite sogar Doppel-Platin-Status.
Ihr nach der Band benanntes Debütalbum erschien im Oktober 2011 und sprang auf Anhieb an die Spitze der neuseeländischen Charts. Über eineinhalb Jahre befand es sich am Stück in der Hitparade und wurde mit 4-fach-Platin ausgezeichnet. Danach wurde es bis auf eine Live-EP von iTunes ruhiger um Six60, bis sie sich Ende 2014 im Vorgriff auf ein neues Album zurückmeldeten. Mit der Single Special hatten sie im November ihren zweiten Nummer-eins-Singlehit. Das zweite Album Six60 (2) folgte Anfang 2015 und stieg im März ebenfalls auf Platz 1 der Charts ein.

## Diskografie

### Alben
| Jahr | Titel                | Höchstplatzierung, Gesamtwochen, AuszeichnungChartplatzierungen (Jahr, Titel, Platzierungen, Wochen, Auszeichnungen, Anmerkungen) | Höchstplatzierung, Gesamtwochen, AuszeichnungChartplatzierungen (Jahr, Titel, Platzierungen, Wochen, Auszeichnungen, Anmerkungen) | Anmerkungen                             |
| Jahr | Titel                | NZ | AU | Anmerkungen                             |
| ---- | -------------------- | --- | --- | --------------------------------------- |
| 2011 | Six60                | NZ1 ×12Zwölffachplatin · (308 Wo.)NZ                                                                                              | — | Erstveröffentlichung: 10. Oktober 2011  |
| 2015 | Six60 (2)            | NZ1 ×9Neunfachplatin · (379 Wo.)NZ                                                                                                | — | Erstveröffentlichung: 27. Februar 2015  |
| 2019 | Six60 (3)            | NZ1 ×7Siebenfachplatin · (176 Wo.)NZ                                                                                              | AU8 (2 Wo.)AU | Erstveröffentlichung: 8. November 2019  |
| 2022 | Castle St            | NZ1 Platin · (15 Wo.)NZ | AU47 (1 Wo.)AU | Erstveröffentlichung: 7. Oktober 2022   |
| 2024 | The Six60 Collection | NZ5 ×2Doppelplatin · (… Wo.)NZ | — | Erstveröffentlichung: 12. April 2024    |
| 2024 | The Grassroots Album | NZ2 (… Wo.)NZ | — | Erstveröffentlichung: 6. September 2024 |

### EPs
| Jahr | Titel          | Höchstplatzierung, Gesamtwochen, AuszeichnungChartsChartplatzierungen (Jahr, Titel, Platzierungen, Wochen, Auszeichnungen, Anmerkungen) | Anmerkungen                             |
| Jahr | Titel          | NZ | Anmerkungen                             |
| ---- | -------------- | --- | --------------------------------------- |
| 2013 | iTunes Session | NZ15 Platin · (4 Wo.)NZ |                                         |
| 2017 | Six60          | NZ2 ×6Sechsfachplatin · (277 Wo.)NZ | Erstveröffentlichung: 17. November 2017 |

Weitere EPs
- 2010: Rise Up 2.0 EP
- 2014: Forever EP

### Singles
| Jahr | Titel Album                                                               | Höchstplatzierung, Gesamtwochen, AuszeichnungChartsChartplatzierungen (Jahr, Titel, Album, Platzierungen, Wochen, Auszeichnungen, Anmerkungen) | Anmerkungen                                                        |
| Jahr | Titel Album                                                               | NZ | Anmerkungen                                                        |
| --- | ------------------------------------------------------------------------- | --- | ------------------------------------------------------------------ |
| 2010 | Rise Up 2.0 Six60                                                         | NZ1 ×3Dreifachplatin · (20 Wo.)NZ | Erstveröffentlichung: 30. August 2010                              |
| 2011 | Don’t Forget Your Roots Six60                                             | NZ2 ×11Elffachplatin · (29 Wo.)NZ | Erstveröffentlichung: 18, Juli 2011                                |
| 2011 | Only to Be Six60                                                          | NZ5 ×7Siebenfachplatin · (24 Wo.)NZ | Erstveröffentlichung: 28. November 2011                            |
| 2012 | Forever Six60                                                             | NZ11 ×5Fünffachplatin · (15 Wo.)NZ | Erstveröffentlichung: 2. März 2012                                 |
| 2012 | In the Clear Six60                                                        | NZ12 Gold · (1 Wo.)NZ | Erstveröffentlichung: 27. Juli 2012 feat. Paul Mac                 |
| 2012 | Lost Six60                                                                | NZ20 Platin · (12 Wo.)NZ | mit dem Auckland Philharmonia Orchestra                            |
| 2014 | Special Six60 (2)                                                         | NZ1 ×6Sechsfachplatin · (24 Wo.)NZ | Erstveröffentlichung: 31. Oktober 2014                             |
| 2015 | So High Six60 (2)                                                         | NZ10 ×4Vierfachplatin · (18 Wo.)NZ | Erstveröffentlichung: 27. Februar 2015                             |
| 2015 | White Lines Six60 (2)                                                     | NZ5 ×6Sechsfachplatin · (24 Wo.)NZ | Erstveröffentlichung: 4. Mai 2015                                  |
| 2017 | Don’t Give It Up Six60 (EP)                                               | NZ4 ×7Siebenfachplatin · (28 Wo.)NZ | Erstveröffentlichung: 13. Oktober 2017                             |
| 2017 | Rivers Six60 (EP)                                                         | NZ32 ×4Vierfachplatin · (4 Wo.)NZ | Erstveröffentlichung: 20. Oktober 2017                             |
| 2017 | Closer Six60 (EP)                                                         | NZ14 ×6Sechsfachplatin · (30 Wo.)NZ | Erstveröffentlichung: 27. Oktober 2017                             |
| 2017 | Rolling Stone Six60 (EP)                                                  | NZ20 ×4Vierfachplatin · (5 Wo.)NZ | Erstveröffentlichung: 3. November 2017                             |
| 2017 | Vibes Six60 (EP)                                                          | NZ9 ×7Siebenfachplatin · (41 Wo.)NZ | Erstveröffentlichung: 10. November 2017                            |
| 2017 | Up There Six60 (EP)                                                       | NZ37 ×3Dreifachplatin · (1 Wo.)NZ | Erstveröffentlichung: 17. November 2017 Promo-Single               |
| 2019 | The Greatest Six60 (3)                                                    | NZ3 ×7Siebenfachplatin · (48 Wo.)NZ | Erstveröffentlichung: 26. Juli 2019                                |
| 2019 | Please Don’t Go Six60 (3)                                                 | NZ2 ×5Fünffachplatin · (27 Wo.)NZ | Erstveröffentlichung: 11. Oktober 2019                             |
| 2019 | Raining Six60 (3)                                                         | NZ8 ×5Fünffachplatin · (19 Wo.)NZ | Erstveröffentlichung: 11. Oktober 2019 B-Seite von Please Don’t Go |
| 2019 | Ghosts Six60 (3)                                                          | NZ21 Platin · (2 Wo.)NZ | Erstveröffentlichung: 1. November 2019 Promo-Single                |
| 2019 | Never Enough Six60 (3)                                                    | NZ10 ×3Dreifachplatin · (5 Wo.)NZ | Erstveröffentlichung: 18. Dezember 2019                            |
| 2020 | Long Gone Six60 (3)                                                       | NZ5 ×5Fünffachplatin · (68 Wo.)NZ | Erstveröffentlichung: 10. März 2020                                |
| 2020 | Sundown Six60 (3)                                                         | NZ6 ×5Fünffachplatin · (35 Wo.)NZ | Erstveröffentlichung: 4. August 2020                               |
| 2020 | Fade Away –                                                               | NZ9 ×2Doppelplatin · (25 Wo.)NZ | Erstveröffentlichung: 13. November 2020                            |
| 2021 | All She Wrote –                                                           | NZ1 ×4Vierfachplatin · (37 Wo.)NZ | Erstveröffentlichung: 26. Februar 2021                             |
| 2021 | Pepeha –                                                                  | NZ2 ×3Dreifachplatin · (21 Wo.)NZ | Erstveröffentlichung: 27. August 2021                              |
| 2022 | Before You Leave Castle St                                                | NZ3 ×2Doppelplatin · (22 Wo.)NZ | Erstveröffentlichung: 18. August 2022                              |
| 2022 | Never Been Tonight Castle St                                              | NZ39 Gold · (1 Wo.)NZ | Erstveröffentlichung: 16. September 2022                           |
| Folgende Lieder erschienen nicht als Single, wurden aber durch das Album zum Download und Streaming bereitgestellt und konnten somit eine Platzierung erlangen: |                                                                           | |                                                                    |
| |                                                                           | |                                                                    |
| 2019 | Kia mau ki tō ūkaipō / Don’t Forget Your Roots Waiata / Anthems (Sampler) | NZ10 ×4Vierfachplatin · (3 Wo.)NZ |                                                                    |
| 2019 | Tomorrow Six60 (3)                                                        | NZ28 ×2Doppelplatin · (2 Wo.)NZ |                                                                    |
| 2022 | Someone to Be Around Six60 (2)                                            | NZ37 ×3Dreifachplatin · (2 Wo.)NZ |                                                                    |

Weitere Singles
- 2013: Finest Wine (NZ: ×5Fünffachplatin )

### Gastbeiträge
| Jahr | Titel Album                    | Höchstplatzierung, Gesamtwochen, AuszeichnungChartplatzierungen (Jahr, Titel, Album, Platzierungen, Wochen, Auszeichnungen, Anmerkungen) | Höchstplatzierung, Gesamtwochen, AuszeichnungChartplatzierungen (Jahr, Titel, Album, Platzierungen, Wochen, Auszeichnungen, Anmerkungen) | Anmerkungen                                                      |
| Jahr | Titel Album                    | NZ | AU | Anmerkungen                                                      |
| ---- | ------------------------------ | --- | --- | ---------------------------------------------------------------- |
| 2019 | Catching Feelings Drax Project | NZ3 ×8Achtfachplatin · (88 Wo.)NZ | AU43 ×3Dreifachplatin · (5 Wo.)AU | Erstveröffentlichung: 4. September 2019 Drax Project feat. Six60 |

Weitere Gastbeiträge
- 2023: Always Beside You (Coterie feat. Six60, NZ: Platin)

## Auszeichnungen für Musikverkäufe
| Goldene Schallplatte - Neuseeland - 2019: für das Lied Last Ones Left - 2020: für das Lied Fade To Grey - 2020: für das Lied Find My Way - 2021: für das Lied Die For - 2021: für das Lied Marks On The Wall - 2021: für das Lied Mine - 2021: für das Lied Hard For Me - 2021: für das Lied Run For It - 2024: für das Lied Get - 2024: für das Lied Too Much Platin-Schallplatte - Neuseeland - 2020: für das Lied Don’t Go Changing - 2020: für das Lied Exhale - 2020: für das Lied Rest of You - 2021: für das Lied Bitter End - 2021: für das Lied Windy Days - 2023: für das Lied Breathe - 2024: für das Lied Beside You | 2× Platin-Schallplatte - Neuseeland - 2021: für das Lied Green Bottles - 2021: für das Lied Mother’s Eyes - 2021: für das Lied Stay Together 4× Platin-Schallplatte - Neuseeland - 2023: für das Lied Purple |

Anmerkung: Auszeichnungen in Ländern aus den Charttabellen bzw. Chartboxen sind in ebendiesen zu finden.
| Land/RegionAuszeichnungen für Musikverkäufe (Land/Region, Auszeichnungen, Verkäufe, Quellen) | Gold       | Platin         | Verkäufe  | Quellen                           |
| -------------------------------------------------------------------------------------------- | ---------- | -------------- | --------- | --------------------------------- |
| Australien (ARIA)                                                                            | —          | 3× Platin3     | 210.000   | aria.com.au                       |
| Neuseeland (RMNZ)                                                                            | 12× Gold12 | 194× Platin194 | 5.400.000 | aotearoamusiccharts.co.nz NZ2 NZ3 |
| Insgesamt                                                                                    | 12× Gold12 | 197× Platin197 |           |                                   |